# Helena de Troya (Sandys)
Helena de Troya es un cuadro del pintor Anthony Frederick Augustus Sandys, realizado en 1867, que se encuentra en la Walker Art Gallery de Liverpool, Reino Unido.

## El tema

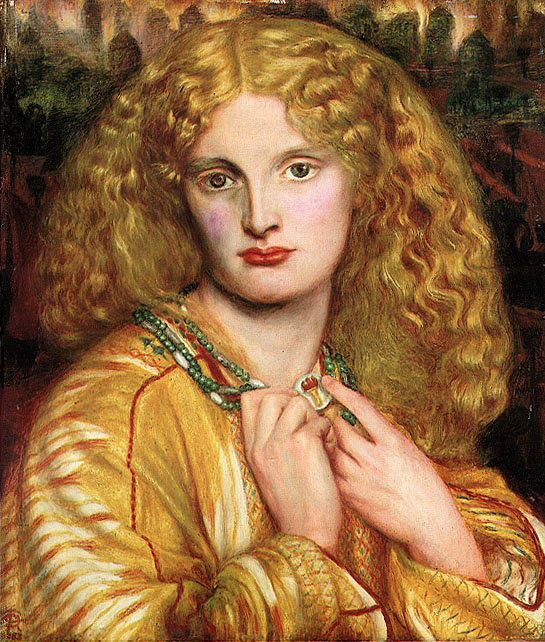
Helena de Troya, 1863, Dante Gabriel Rossetti.

El cuadro es un retrato idealizado de la hija de Zeus y Leda, y esposa del rey Menelao.
Denominada la mujer más hermosa de la tierra, sería causante de la guerra de Troya al ser raptada por Paris, hijo del rey troyano Príamo. Helena y los episodios en los que estuvo implicada se convirtieron en fuente constante de inspiración para múltiples artistas como lo demuestran algunos ejemplos célebres, por ejemplo Los amores de Paris y Helena de Jacques-Louis David, El rapto de Helena, de Giovanni Francesco Romanelli o Tintoretto, Helena en la Puerta Escea, de Gustave Moreau o los homónimos de Antonio Canova, Evelyn De Morgan, Dante Gabriel Rossetti y Frederic Leighton.

## Descripción de la obra
Sandys crea un retrato de Helena de Troya, con un cabello pelirrojo, característico de varias de sus obras (por ejemplo  María Magdalena) y unas facciones bellas y clásicas, con unos ojos claros, canon de la belleza idealizada por el autor. A su vez, la protagonista refleja la actitud de quien reconoce el trágico final que le depara el futuro, símbolo excelso de la mujer fatal.